# Ludwik Józef Gomolec
Ludwik Józef Gomolec (ur. 25 sierpnia 1914 w Bottrop, zm. 3 sierpnia 1996 w Szamotułach) – polski działacz społeczny, filozof, historyk, regionalista.

## Działalność społeczna
Aktywny w organizacjach społecznych. Od 1950 r. zaangażowany m.in. w działalność Polskiego Towarzystwa Turystyczno-Krajoznawczego. Pełnił w Towarzystwie wiele funkcji, był członkiem Zarządu Okręgu PTTK, a od 1960 r. pełnił funkcję prezesa. W latach 1966–1989 był członkiem Okręgowej potem Wojewódzkiej Komisji Krajoznawczej oraz Komisji Historii i Tradycji Zarządu Wojewódzkiego w Poznaniu od 1981 r. W pracy przykładał szczególną uwagę do odpowiedniego zabezpieczania materiałów historycznych oraz do popularyzowania historii organizacji oraz regionu wielkopolskiego poprzez publikowanie artykułów i opracowywanie książek.
W uznaniu zasług dla PTTK, turystyki i krajoznawstwa na Ziemi Wielkopolskiej Walny Zjazd PTTK nadał mu godność członka honorowego 26 października 1989 roku.
Pochowany na cmentarzu parafialnym w Środzie Wlkp, w sektorze II.

## Odznaczenia i wyróżnienia
- Medal Komisji Edukacji Narodowej
- Srebrny Krzyż Zasługi
- Odznaka tytułu honorowego „Zasłużony Nauczyciel PRL”
- Medal „Za udział w wojnie obronnej 1939”
- Srebrny Medal „Za zasługi dla obronności kraju”
- Krzyż Walecznych
- Złota Odznaka „Zasłużony Działacz Turystyki”
- Złota Honorowa Odznaka PTTK
- Odznaka „Zasłużony Działacz Kultury”
- Odznaka Honorowa Miasta Poznania
- Odznaka „Zasłużony dla Województwa Poznańskiego”

## Publikacje L.J. Gomolca
- Ludwik Gomolec: Strajk szkolny w Poznańskiem na początku XX wieku. Przegląd Zachodni, nr 9-10, 1951 - tekst zawiera mocno zabarwioną ideologicznie interpretację tych wydarzeń, dokonaną z perspektywy obowiązującego w czasie jego powstania marksizmu-leninizmu
- Ludwik Gomolec: We Wrześni przed 60 laty 1901-1961. Poznań: Wydawnictwo Poznańskie, 1961. Brak numerów stron w książce
- Ludwik Gomolec: Wielkopolskie grupy regionalne i lokalne nazwy ludności wiejskiej. Poznań: [w]: red. Józef Burszta: Kultura ludowa Wielkopolski. T. 2, Wydawnictwo Poznańskie, 1964, s. 26.
- Ludwik Gomolec: Aniela Tułodziecka. Poznań: [w]: Wielkopolski słownik biograficzny, Wydawnictwo poznańskie, 1982. ISBN 83-01-02722-3. Brak numerów stron w książce
- Ludwik Gomolec: Dzieje miasta Śmigla. Poznań: 1970. Brak numerów stron w książce
- Ludwik Gomolec: Szamotuły, gród Halszki. Studia i Materiały do Dziejów Wielkopolski i Pomorza, 1958, s. 2.
- Ludwik Gomolec: Z lat walki powiatu poznańskiego 1918-1945. Poznań: 1962. Brak numerów stron w książce
- Ludwik Gomolec: Ziemia Średzka. Środa Wlkp.: 1935. Brak numerów stron w książce
- Ludwik Gomolec: Ziemia Średzka przed stu laty. Środa Wlkp.: 1948. Brak numerów stron w książce
- Ludwik Gomolec: W obronie mowy ojców. Poznań: Krajowa Agencja Wydawnicza, 1986. Brak numerów stron w książce
- Ludwik Gomolec: Na froncie północnym Powstania Wielkopolskiego 1918-1919. Poznań: Wydawnictwo Poznańskie, 1973. Brak numerów stron w książce